# Annekssøen
Het Annekssøen is een meer in Nationaal park Noordoost-Groenland in het oosten van Groenland.

## Geografie
Het meer is noordwest-zuidoost georiënteerd en is ongeveer 35 kilometer lang met een breedte van ruim een kilometer. Het wordt in het noordwesten gevoed door smeltwater van de Kofoed-Hansengletsjer. In het zuidoosten van het meer mondt vanuit het noordoosten de Søgletsjer uit. In het zuidoostelijke verlengde van het meer ligt een dal en daar ontspringt uit het meer een riviertje dat afwatert in het Sælsøen.
Ten noordoosten van het meer ligt het Søndermarken en ten zuidwesten het Okselandet.